# Pandemia de COVID-19 em Mayotte
Este artigo documenta os impactos da pandemia de coronavírus de 2020 em Mayotte e pode não incluir todas as principais respostas e medidas contemporâneas.

## Linha do tempo
Em 13 de março, o primeiro caso de COVID-19 em Mayotte foi confirmado, tratando-se de um homem que havia saído da França para o país. Inicialmente, os sintomas estavam ligados a uma gripe, portanto, permaneceu em observação até ser confirmado.